# Fernanda Montenegro
Arlete Pinheiro Esteves da Silva, plus connue sous le nom de Fernanda Montenegro, née le 16 octobre 1929 à Rio de Janeiro, est une actrice brésilienne.
Très connue au Brésil, elle a aussi obtenu en 1998 l'Ours d'argent de la meilleure actrice de la Berlinale ainsi qu'une nomination à l'Oscar de la meilleure actrice pour son interprétation dans Central do Brasil de Walter Salles.

## Biographie
Arlete Pinheiro Esteves da Silva est née à Campinho, dans la banlieue de Rio de Janeiro, en 1929, dans une famille d'immigrants modestes. Son père est d'origine portugaise, sa mère est issue d'une famille d'origine italienne (de Sardaigne).
Elle se passionne pour les films, via les projections dans des cinémas de quartier, durant son enfance. Elle commence à la radio à 15 ans, dans la deuxième partie des années 1940, tout en continuant une formation au secrétariat. Lorsque le choix d'un pseudo de scène lui semble nécessaire, dès son premier emploi d'artiste, elle adopte le nom de Fernanda parce qu'il lui rappelle les romans de Balzac et de Proust, et celui de Montenegro parce qu'il s'agissait d'un médecin et homéopathe de sa famille qui faisait des «miracles».
En 1950, elle débute comme actrice au théâtre, puis dès 1951 à la télévision (dans des dramatiques et des feuilletons). Ses rôles dans les feuilletons de TV Globo, passage obligé du comédien brésilien, contribuent à lui créer une grande popularité . Mais une partie significative de sa carrière de comédienne est au théâtre : « quand elle joue Beckett ou Fassbinder, les pièces tiennent l'affiche pendant des années ». 
Elle est au Brésil l'équivalent d'une Jeanne Moreau en France ou d'une Giulietta Masina en Italie, par exemple, même si elle ne vient au cinéma que relativement tardivement. Son premier rôle au cinéma est en 1965 dans A Falecida, réalisé par Leon Hirszman. Le film accumule les prix, notamment pour l'interprétation de sa principale actrice, Fernanda Montenegro. Au Festival du film de Brasília en 1965, elle remporte le trophée Candango de la «meilleure actrice». La même année, elle remporte également le prix de la «meilleure actrice» aux Prix du Gouverneur de l'État de São Paulo. Le troisième prix reçu par Fernanda Montenegro pour son premier film est encore une fois dans la catégorie «meilleure actrice» lors de la Première semaine du cinéma brésilien. Elle joue ensuite dans une quarantaine de films.
A l'international, elle a aussi obtenu en 1998 l'Ours d'argent de la meilleure actrice de la Berlinale, ainsi qu'une nomination à l'Oscar de la meilleure actrice, pour son interprétation dans Central do Brasil de Walter Salles.
Elle est la mère de l'actrice Fernanda Torres.

## Filmographie

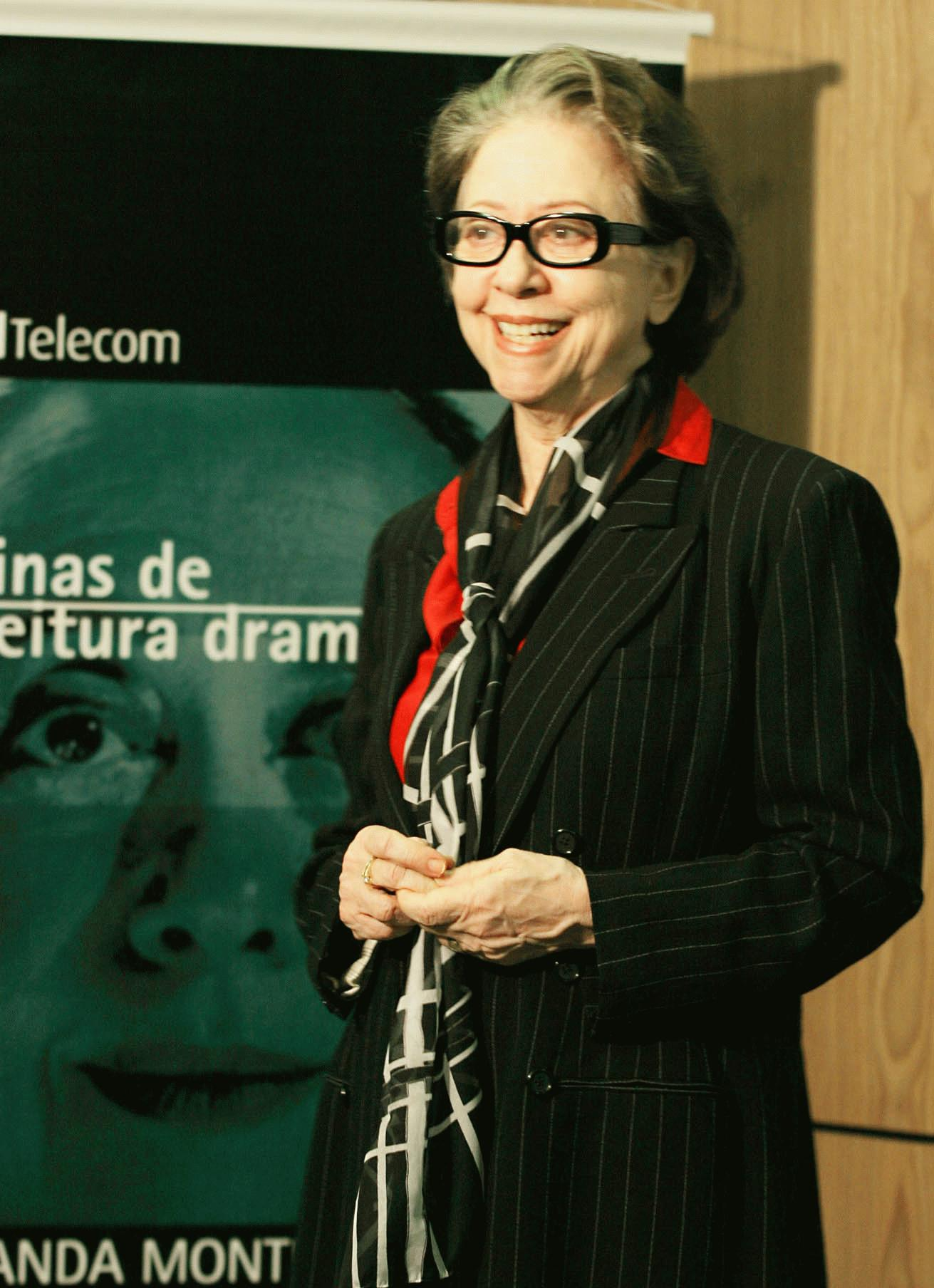

### Cinéma
- 1955 : Mãos sangrentas de Carlos Hugo Christensen : Voix non créditée
- 1965 : A Falecida de Leon Hirszman : Zulmira
- 1969 : Minha Namorada d'Armando Costa et Zelito Viana : Carminha
- 1970 : Pecado mortal de Miguel Faria Jr : Fernanda
- 1971 : A Vida de Jesus Cristo de José Regattieri : la samaritaine
- 1971 : Em Familia de Paulo Porto : Anita
- 1973 : Jeanne, la Française (Joanna Francesa) de Carlos Diegues : voix de Joanna/Jeanne
- 1974 : Missa do Galo de Roman Stulbach (court-métrage) : Dona Conceição
- 1976 : Marilia e Marina de Luiz Fernando Goulart : la mère
- 1978 : Tudo Bem de Arnaldo Jabor : Elvira Barata
- 1981 : Eles não usam Black-Tie de Leon Hirszman : Romana
- 1986 : A Hora da Estrela de Suzana Amaral : Madame Carlota
- 1988 : Fogo e Paixão de Marcio Kogan et Isay Weinfeld : la Reine du château
- 1989 : Trancado por dentro d'Arthur Fontes (court-métrage) : Ivette
- 1994 : Regarde cette chanson (Veja esta canção) segment Samba do grande amor de Carlos Diegues
- 1997 : Quatre Jours en septembre (O que é isso, companheiro ?) de Bruno Barreto : Dona Margarida
- 1998 : Central do Brasil de Walter Salles : Isadora
- 1998 : Traição de José Henrique Fonseca, Arthur Fontes et Claudio Torres  : la femme au bar /  la mère de Dagmar / la femme à l'hôtel
- 1999 : Jumelles (Gêmeas) d'Andrucha Waddington : la mère
- 2000 : O Auto da Compadecida de Guel Arraes : la compatissante
- 2004 : Olga de Jayme Monjardim : Leocadia Prestes
- 2004 : Le Rédempteur (Redentor) de Claudio Torres : Dona Isaura
- 2004 : L'Autre côté de la rue (O Ooutro lado da rua) de Marcos Bernstein : Regina
- 2005 : La Maison de sable (Casa de areia) d'Andrucha Waddington : Dona Maria / Aurea / Maria
- 2007 : L'Amour au temps du choléra (Love in the Time of Cholera) de Mike Newell : Transito Ariza
- 2012 : A Dama do Estacio d'Eduardo Ades (court-métrage) : Zulmira
- 2013 : O Tempo e o Vento (pt) de Jayme Monjardim : Bibiana Terra
- 2014 : A Primeira Missa d'Ana Carolina : l'entité de la forêt
- 2014 : Boa Sorte de Carolina Jabor : Célia
- 2014 : Infância de Domingos de Oliveira : Dona Mocinha
- 2014 : Rio, I Love You (Rio, Eu Te Amo), segment Dona Fulana d'Andrucha Waddington : Dona Fulana
- 2018 : O Beijo no Asfalto de Murilo Benicio :  Dona Matilde
- 2019 : La Vie invisible d'Eurídice Gusmão (A Vida Invisível de Eurídice Gusmão) de Karim Aïnouz : Eurídice Gusmão âgée
- 2019 : Ghost of Lina Bo Bardi d'Isaac Julien : Lina Bo Bardi
- 2019 : Piedade de Claudio Assis : Carminha
- 2019 : O Juizo d'Andrucha Waddington : Marta Amarantes
- 2024 : Je suis toujours là (Ainda Estou Aqui) de Walter Salles : Eunice Paiva, âgée
- 2025 : Vitória d'Andrucha Waddington : Dona Vitória

### Télévision

Fernanda Montenegro, 1967.

- 1954 : A Muralha (série) : Ana Cardoso
- 1956-1958 : Grande Teatro Tupi, six épisodes (série)
- 1963 : A Morta sem espelho (série)
- 1963 : Pouco amor não é amor (série) : Marilia
- 1964 : Sonho de amor (série)
- 1964 : Vitória (série)
- 1966 : Calunia (série) : Amalia
- 1966 : Redenção (série) : Lisa
- 1968 : A Muralha (série) : Candida
- 1969 : Sangue do Meu Sangue (série) : Julia Camargo
- 1973 : Medéia (téléfilm) : Médée
- 1979 : Cara a cara (série) : Ingrid
- 1981 : Danse avec moi (Baila comigo) (série) : Silvia Toledo Fernandes
- 1981 : Cœur de diamant (Brilhante) (série) : Chica Newman
- 1983 : Guerra dos sexos (série) : Charlotte de Alcântra Pereira Barreto
- 1986 : Cambalacho (série) : Leonarda Furtado
- 1990 : Rainha da Sucata (série) : Salomé
- 1990 : Riacho doce (série) : Manoela
- 1991 : O Dono do mundo (série) : Olga Portela
- 1993 : Renascer (série) : Jacutinga
- 1993 : O Mapa da Mina (série) : Madalena Moraes
- 1994 : Incidente em Antares de Paulo José (mini-série) : Quitéria Campolargo
- 1995-1996 : A Comédia da vida privada (série) : Tante Otavia / Dora
- 1997-1998 : Zaza (série) : Mariza Dumont
- 1999 : O Auto da Compadecida de Guel Arraes (mini-série) : la compatissante
- 1999 : Você decide (série) : Lourdes
- 1999 : O Belo e as Feras (série) : Clotilde
- 2001-2002 : As Filhas de mãe (série) : Lulu de Luxemburgo
- 2002 : Pastores da noite de Mauricio Farias et Sérgio Machado (mini-série) : Tiberia
- 2002-2003 : Esperança (série) : Luiza
- 2005 : Hoje & dia de Maria (série) : Madrasta / Dona Cabeça, narratrice
- 2005-2006 : Belíssima (série) : Bia Falcão
- 2007-2008 : Brasil que Vale (série) : narratrice
- 2008 : Queridos amigos (mini-série) : Dona Iraci
- 2008 : O Natal do menino imperador (téléfilm) : narratrice
- 2010-2011 : Passione (série) : Bete Gouveia
- 2012 : As Brasileiras (série) : Mary Torres
- 2013 : Saramandaia (série) : Candinha Rosado
- 2014 : Doce de Mãe d'Ana Luiza Azevedo et Jorge Furtado (mini série) : Maria Izabel de Souza
- 2015 : Babilônia (série) : Teresa
- 2016-2018 : Mister Brau (série) : Rosita
- 2017-2018 : O Outro Lado do Paraíso (série) : Mercedes Alcântara
- 2019 : A Dona do Pedaço (série) : Dulce Ramirez
- 2020 : Amor e Sorte, épisode Gilda, Lúcia e o Bode d'Andrucha Waddington (mini-série) : Gilda